# Anorus arizonicus
Anorus arizonicus is een keversoort uit de familie withaarkevers (Dascillidae). De wetenschappelijke naam van de soort is voor het eerst geldig gepubliceerd in 1934 door Blaisdell.